# 193A busz (Budapest)
A budapesti 193A jelzésű autóbusz Pestszentimre, központ és Pestszentlőrinc, Szinyei Merse utca között közlekedett. A viszonylatot a Budapesti Közlekedési Vállalat üzemeltette.

## Története
1994. január 3-án indult Pestszentimre, központ és Pestszentimre, Szinyei Merse utca végállomások között. 1995. július 31-én megszűnt a 35-ös busz, a Béke tér – Mednyánszky utca szakasz pótlására pedig a 193-as és a 193A járatokat összevonták, így minden menet betéréssel közlekedett.

## Megállóhelyei
Az átszállási kapcsolatok között az azonos útvonalon, de Mednyánszky utcai betéréssel közlekedő 193-as busz nincs feltüntetve.
| 0  | Pestszentimre, központ végállomás              | 9 | 54, 54, 94, 166 Pestszentimre |
| 1  | Törvény utca                                   | ∫ |                               |
| 2  | Ady Endre utca                                 | 8 |                               |
| 3  | Nemes utca                                     | ∫ |                               |
| 4  | Kisfaludy utca                                 | 7 | 82                            |
| 5  | Damjanich utca                                 | 6 |                               |
| 6  | Alacskai úti lakótelep                         | 5 | 82A                           |
| 7  | Alacskai út                                    | 4 | 82A                           |
| 8  | Halomi út                                      | 3 | 82A                           |
| 9  | Beszterce utca                                 | 3 |                               |
| 10 | Béke tér (Nagybányai utca) (↓) Béke tér (↑)    | 2 | 35 50                         |
| 11 | Duna utca (↓) Nyíregyháza utca (↑)             | 1 |                               |
| 12 | Pestszentlőrinc, Szinyei Merse utca végállomás | 0 | 93, 93                        |